# Trekljano (gmina)
Trekljano (bułg. Община Трекляно) – gmina w zachodniej Bułgarii, w obwodzie Kiustendił.

## Miejscowości
Miejscowości wchodzące w skład gminy Trekljano:
- Brest (bułg.: Брест),
- Byzowica (bułg.: Бъзовица),
- Czeszljanci (bułg.: Чешлянци),
- Dołni Koriten (bułg.: Долни Коритен),
- Dołno Kobile (bułg.: Долно Кобиле),
- Dobri doł (bułg.: Добри дол),
- Dragojczinci (bułg.: Драгойчинци),
- Gabreszewci (bułg.: Габрешевци),
- Gorni Koriten (bułg.: Горни Коритен),
- Gorno Kobile (bułg.: Горно Кобиле),
- Kiselica (bułg.: Киселица),
- Kosowo (bułg.: Косово),
- Metochija (bułg.: Метохия),
- Pobit kamyk (bułg.: Побит камък),
- Sredorek (bułg.: Средорек),
- Suszica (bułg.: Сушица),
- Treklano (bułg.: Трекляно) − siedziba gminy,
- Uszi (bułg.: Уши),
- Złogosz (bułg.: Злогош).